# Phyllichthys
Phyllichthys is een geslacht van straalvinnige vissen uit de familie van eigenlijke tongen (Soleidae).

## Soorten
- Phyllichthys punctatus McCulloch, 1916
- Phyllichthys sclerolepis (Macleay, 1878)
- Phyllichthys sejunctus Whitley, 1935